# Stubal (gmina Vladičin Han)
Stubal (cyr. Стубал) – wieś w Serbii, w okręgu pczyńskim, w gminie Vladičin Han. W 2011 roku liczyła 1072 mieszkańców.